# Município de Jackson (condado de Hancock, Ohio)
O município de Jackson (em inglês: Jackson Township) é um município localizado no condado de Hancock no estado estadounidense de Ohio. No ano de 2010 tinha uma população de 1.065 habitantes e uma densidade populacional de 13,85 pessoas por km².

## Geografia
O município de Jackson encontra-se localizado nas coordenadas 40° 56′ 42″ N, 83° 36′ 09″ O. Segundo a Departamento do Censo dos Estados Unidos, o município tem uma superfície total de 76.89 km², da qual 76,69 km² correspondem a terra firme e (0,26 %) 0,2 km² é água.

## Demografia
Segundo o censo de 2010, tinha 1.065 habitantes residindo no município de Jackson. A densidade populacional era de 13,85 hab./km². Dos 1.065 habitantes, o município de Jackson estava composto pelo 97,46 % brancos, o 0,85 % eram afroamericanos, o 0,09 % eram amerindios, o 0,28 % eram asiáticos, o 0,09 % eram de outras raças e o 1,22 % eram de uma mistura de raças. Do total da população o 0,56 % eram hispanos ou latinos de qualquer raça.